# Impidens
Impidens — вимерлий рід великого всеїдного цинодонта з тріасу Південної Африки та Антарктиди. Його тип і єдиний вид — Impidens hancoxi. Impidens населяв високоширотні середовища південної Гондвани протягом середнього тріасу, де, ймовірно, був верхівковим хижаком.

## Опис
Імпіденс був одним із найбільших нессавцевих цинодонтів, із черепом завдовжки понад 400 міліметрів, хоча травоїдні скаленодонтоїди пізнього тріасу були навіть більшими.

## Класифікація
Impidens є членом Trirachodontidae, родини гомфодонтових цинодонтів. Він тісно пов'язаний з Cricodon, Langbergia і Trirachodon. Проте філогенія Trirachodontidae недостатньо вивчена, і родина може бути парафілетичною.